# در باب یقین
دربارهٔ یقین یا در باب یقین (به آلمانی: Über Gewißheit) کتابی فلسفی حاوی یادداشت‌های ویتگنشتاین در دو سال آخر زندگی اوست که سال‌ها پس از مرگش در سال ۱۹۶۹ منتشر شد. موسی دیباج این کتاب را تحت عنوان «دربارهٔ یقین» و مالک حسینی با عنوان «در باب یقین» به فارسی ترجمه کرده‌اند. این کتاب شامل بحث «در باب رنگ‌ها» نیز می‌شد، ولی آن بخش سپس به صورت جداگانه‌ای به چاپ رسید.